# Acianthera bidentula
Acianthera bidentula là một loài phong lan.

## Hình ảnh

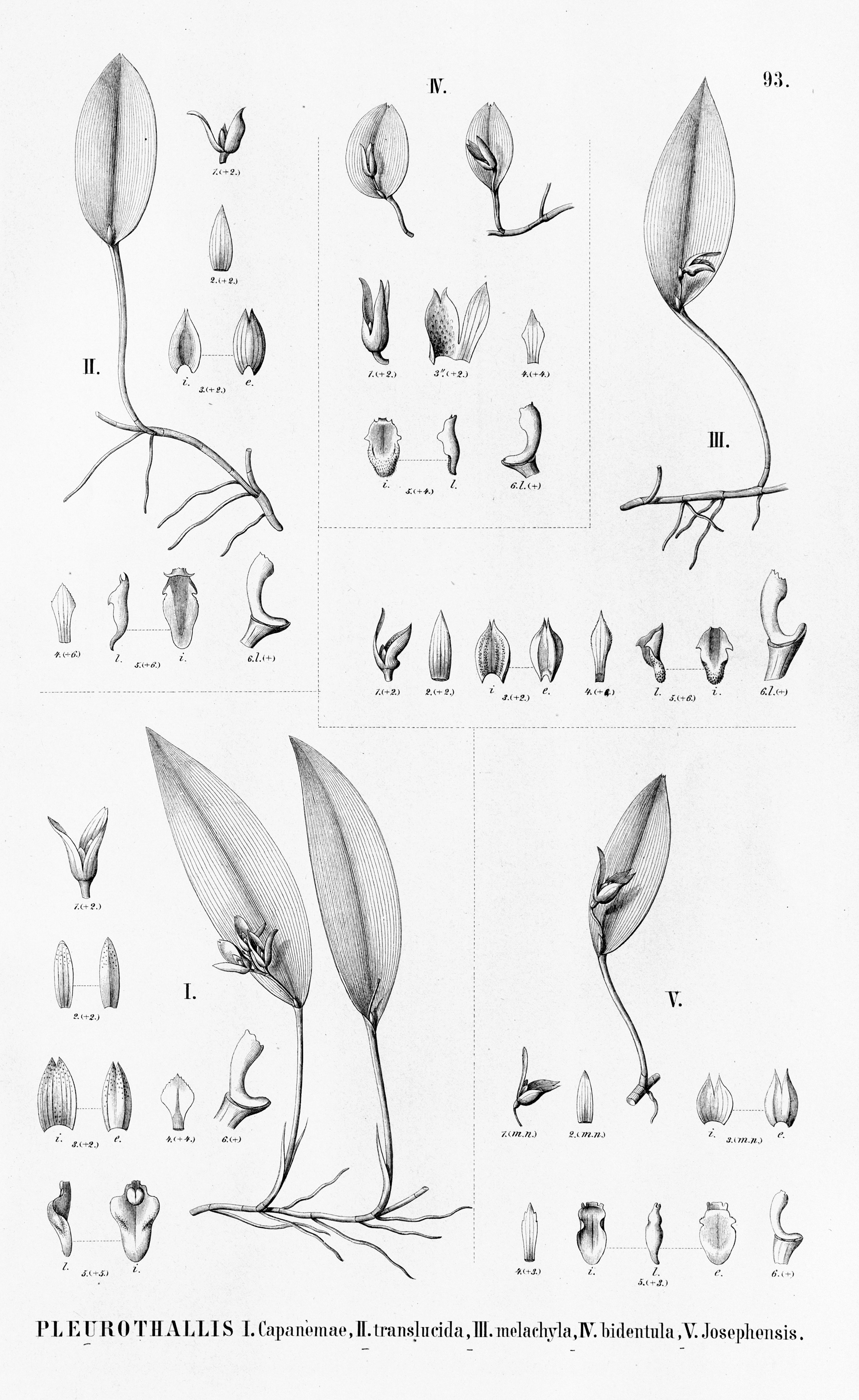
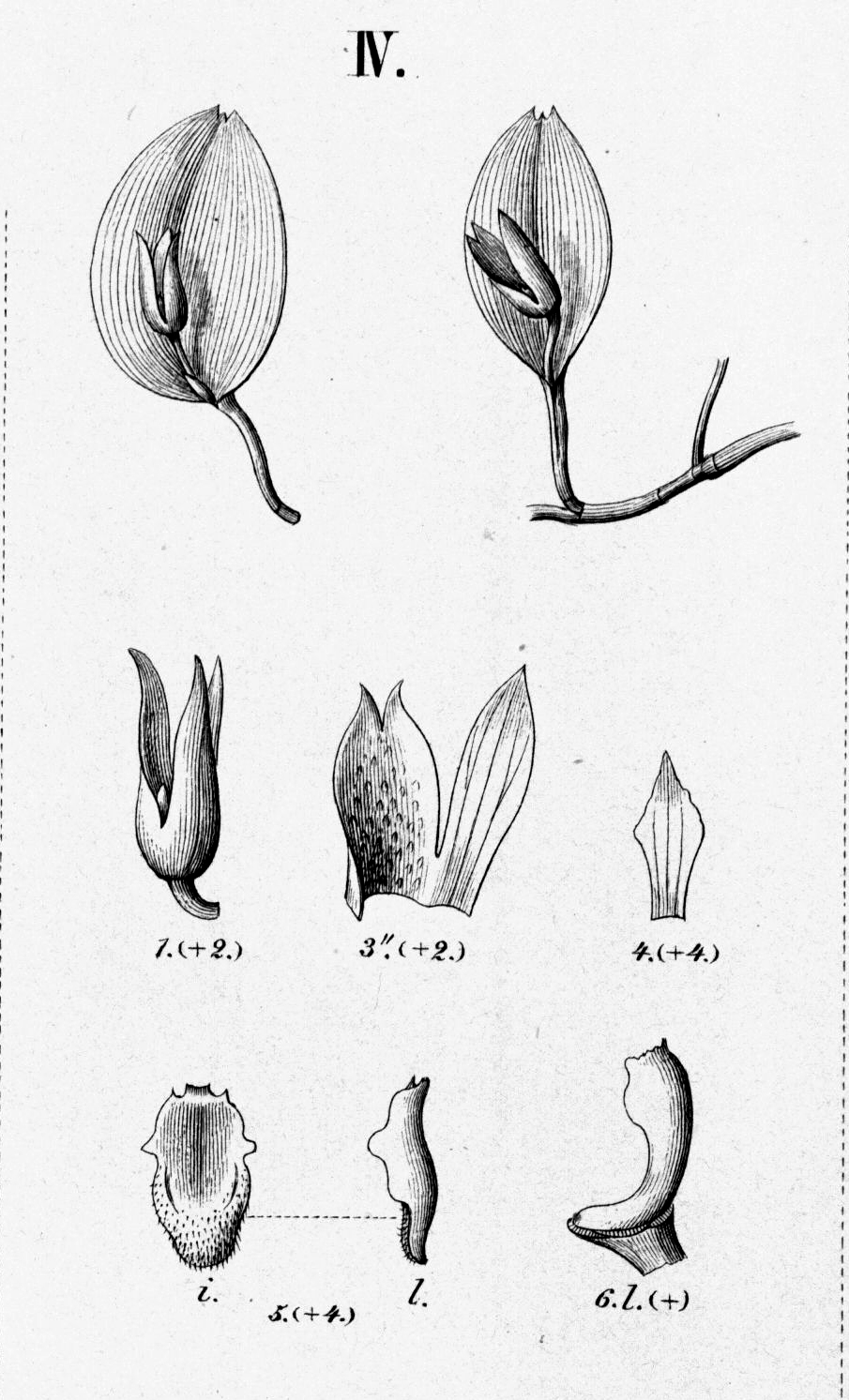
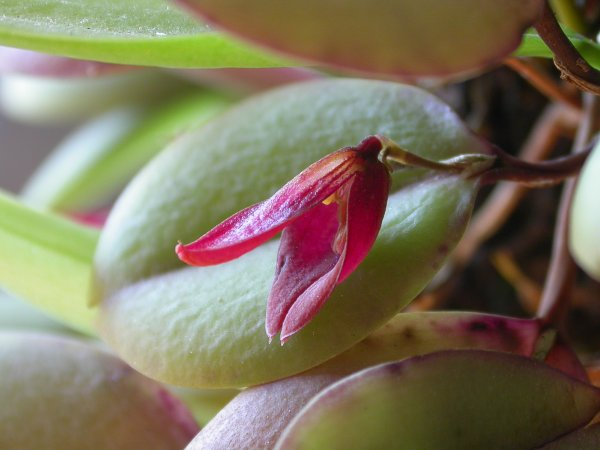
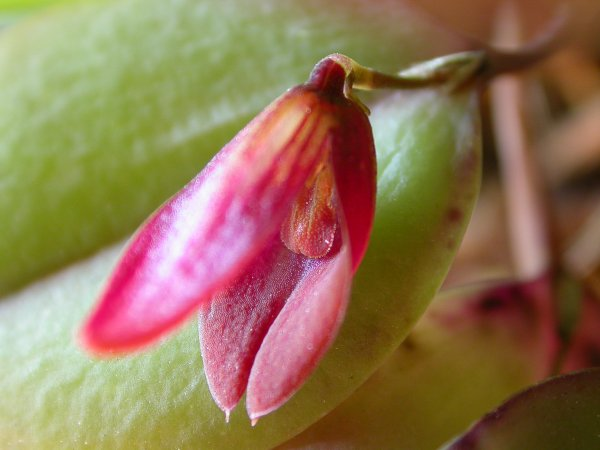